# Conselho Nacional dos Direitos das Pessoas LGBTQIA+
Conselho Nacional dos Direitos das Pessoas LGBTQIA+ (CNLGBTQIA+, anteriormente chamado de CNCD - Conselho Nacional de Combate à Discriminação) é um conselho federal brasileiro sobre assuntos LGBT criado em 9 de dezembro de 2010 pelo decreto presidencial N º 7,388 de Luiz Inácio Lula da Silva e do Secretário de Direitos Humanos, Paulo Vannuchi. O Conselho Nacional de Combate à Discriminação LGBT está situado na cidade de Brasília, no Distrito Federal.
O documento diz que objetivo do conselho é o de formular e propor diretrizes para ações do governo a nível nacional, visando combater a discriminação e promover e defender os direitos de lésbicas, gays, bissexuais, travestis, transexuais, queers, intersexos, assexuais e outrem. O corpo é composto de funcionários de  15 ministérios do governo e representantes de 15 organizações não-governamentais.
"A criação do conselho é algo que a ABGLT tem pressionado e é uma vitória para a sociedade civil e para o governo Lula", disse Toni Reis, presidente da Associação Brasileira de Gays, Lésbicas, Bissexuais, Travestis e Transexuais. "Isso mostra o respeito para as deliberações da primeira Conferência Nacional LGBT, realizada em junho de 2008, e será um meio de garantir o controle social sobre a execução das 166 ações contidas no Plano Nacional de Promoção da Cidadania e Direitos Humanos LGBT."